# Malcolm Sim Longair
Malcolm Sim Longair (ur. 18 maja 1941 w Dundee, Szkocja) – brytyjski astronom znany z ustanowienia stypendium oraz wprowadzenia nowych metod nauczania.
Astronom jest redaktorem kilku książek, m.in. The Large Scale Structure of the Universe (1978), The Scientific Uses of the Space Telescope (1980) oraz Astrophysical Cosmology (1982).
W latach 1996–1998 był prezydentem Królewskiego Towarzystwa Astronomicznego. W 2004 został członkiem Royal Society.
Opublikował:
- High Energy Astrophysics: An Informal Introduction (1980)
- Theoretical Concepts in Physics (1984)
- Alice and the Space Telescope (1986)[3]